# Gebitsstatus
De gebitsstatus is een schematische weergave van alle tanden en kiezen (de elementen). 
Het kan de weergave van het melkdentitie zijn of van een volwassen dentitie.
Elk element wordt weergegeven door een vierkantje, verdeeld in hokjes overeenkomstig de 5 tandvlakken:
- het occlusale vlak of ook kauwvlak genoemd in geval van de kiezen. En incisale rand of snijrand genoemd in geval van de snijtanden.
- het vestibulaire vlak: namelijk het vlak dat tegen de wangen gelegen is. Dit wordt ook wel het het "buccale vlak" genoemd, daar waar de lippen zich bevinden spreekt men dan van het "labiale vlak".
- het linguale vlak voor de ondertanden is het vlak dat tegen de tong aanligt. In geval van de boventanden spreekt men van het palatinale vlak omdat het aan de kant van het verhemelte (= palatum) ligt.
- het mesiale vlak is het interdentale vlak dat naar de mesiaallijn ligt ( denkbeeldige middenlijn van het lichaam midden tussen de 11 en 21 .)
- het distale vlak is het interdentale vlak dat distaal ligt, van het mesiale vlak af gezien. ( de andere kant van het mesiale vlak)

Met kleuren kan de soort vulling aangegeven worden, bijvoorbeeld zwart voor amalgaam en geel voor composiet.